# Mjohjang
Mjohjang (korejsky 묘향산 – Mjohjangsan) je hora v Severní Koreji na hranici mezi provinciemi Severní Pchjongan a Čagang jen nedaleko od trojmezí s provincií Jižní Pchjongan.

## Kultura
Mjohjang hraje významnou úlohu v korejské mytologii jako jeden z možných domovů Tanguna, zakladatele Kočosonu. dalšími kandidáty jsou Pektusan na hranici s Čínskou lidovou republikou a Tchäbäksan v Jižní Koreji.
Kromě řady chrámů je u něj také Mezinárodní výstava přátelství, což je výstava darů, které během své vlády obdrželi Kim Ir-sen a Kim Čong-il.

## Příroda
Většinu porostu tvoří smíšený les. Kolem hory je zhruba národní park o rozloze přibližně 16 tisíc hektarů. Necelá polovina z něj je významné ptačí území.